# Michel Griffon
Michel Griffon, né le 31 octobre 1948 à Bourges, est un agronome français ayant largement contribué à la création des concepts de révolution doublement verte et d'intensification écologique.

## Biographie
Michel Griffon obtient son diplôme d'ingénieur agronome en 1971 à l'Institut national agronomique. Il travaille ensuite sur la question des politiques agricoles publiques à la Société d'études pour le développement économique et social, une structure créée par la Caisse des dépôts et consignations. Il est secrétaire des programmes du Ministère de la Coopération de 1982 à 1986. En 1986, il crée une unité de recherche en économie au CIRAD. Il devient Directeur Scientifique au CIRAD en 1999. De 2005 à 2008, il dirige le département Écosystèmes et Développement durable de l'Agence nationale de la recherche (ANR), avant de devenir directeur général adjoint de l'ANR. Il préside l’Association internationale pour une agriculture écologiquement intensive.
Spécialiste des politiques agricoles des pays en voie de développement, il a surtout contribué, au CIRAD, à l'élaboration du concept de révolution doublement verte, dans le contexte de l’agriculture des pays du Sud4, caractérisé par une paysannerie pauvre frappée par la pénurie alimentaire. Ce concept a plus tard été renommé agriculture écologiquement intensive, au cours du Grenelle de l'Environnement.
Michel Griffon est, depuis 2015, membre du Conseil scientifique et d'orientation du Centre d'information des viandes, association fondée et financée par l'Interbev, qui représente les intérêts de la filière viande.

## Positionnements
Dans son livre Écologie intensive, il appelle à limiter les surfaces agricoles dévolues à la production de viande, et en particulier à limiter la production de viande bovine, ovine et caprine aux capacités des prairies permanentes et des parcours qui ne pourraient être affectées à des cultures et à « réduire globalement la production des viandes de porc et de volaille, animaux nourris grâce à des surfaces qui pourraient être consacrées directement à l'alimentation humaine ».

## Distinctions et récompenses
- Chevalier de la Légion d'honneur.
- Chevalier de l'ordre national du Mérite.
- Commandeur de l'ordre du Mérite agricole par décret du 31 janvier 2017[6].

Il est chevalier de la Légion d'honneur et chevalier de l'ordre national du Mérite. Il est membre titulaire de l'Académie d'agriculture de France depuis 2003.

## Liste de publications
- Griffon M., Henry P., Lemelle J.-P., 1991, Les politiques agricoles et alimentaires en Afrique, Ed. Ministère de la coopération et du développement

- Griffon M. (éd.), Vers une révolution doublement verte, éd. Quae, 1995.
- Hilmi A., Griffon M., Institutional Changes for Sustainable Agricultural and Rural Development, éd. Quae, 1996.
- Lévêque I., Pinon D., Michel G., Le jardin d'agronomie tropicale, éd. CIRAD et Actes Sud, 2006.
- Nourrir la planète, éd. Odile Jacob, 2006.
- Dupré D., Griffon M., La planète, ses crises et nous, économie et écologie d'un monde enviable, éd. Atlantica, 2008.
- Griffon M., Griffon F., L'Homme viable : du développement au développement durable, éd. Odile Jacob, 2011.
- Griffon M., Griffon F., Pour un monde viable : changement global et viabilité planétaire, éd. Odile Jacob, 2011.
- Pour des agricultures écologiquement intensives, éd. Aube, 2011.
- Qu’est-ce que l’agriculture écologiquement intensive ?, éd. Quae, 2013.
- Écologie intensive. La nature, un modèle pour l'agriculture et la société, préface d'Érik Orsenna, Buchet Chastel, 2017  (ISBN 978-2283030073)